# Олдрих Лајсек
Олдрих Лајсек (чеш. Oldřich Lajsek; Кресетице, 8. фебруар 1925 — 2. октобар 2001) био је чешки сликар, дизајнер, графичар и наставник уметности.